# Canavalia sanguinea
Canavalia sanguinea är en ärtväxtart som beskrevs av St.John. Canavalia sanguinea ingår i släktet Canavalia och familjen ärtväxter. Inga underarter finns listade i Catalogue of Life.